# هلوشوویتسه
هلوشوویتسه (به چکی: Hlušovice) یک منطقهٔ مسکونی در جمهوری چک است که در ناحیه اولومووتس واقع شده‌است.
 هلوشوویتسه ۴٫۲۴ کیلومتر مربع مساحت و ۷۶۵ نفر جمعیت دارد و ۲۱۷ متر بالاتر از سطح دریا واقع شده‌است.